# Pengasi Lama
Pengasi Lama is een bestuurslaag in het regentschap Kerinci van de provincie Jambi, Indonesië. Pengasi Lama telt 1587 inwoners (volkstelling 2010).